# شینگو وادا
شینگو وادا (ژاپنی: 和田 新吾؛ زادهٔ ۷ اوت ۱۹۸۷) یک بازیکن فوتبال اهل ژاپن است.
از باشگاه‌هایی که در آن بازی کرده‌است می‌توان به باشگاه فوتبال ناگویا گرامپوس اشاره کرد.